# Dinosaur Cove
Pour les articles homonymes, voir Dinosaur.
Dinosaur Cove est une crique située au sud-est du continent australien.

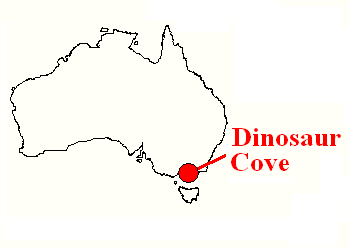
Localisation de Dinosaur Cove en Australie.

Pendant le Crétacé, le secteur l'environnant était une plaine inondée dans une grande vallée en crevasse, formée pendant que l'Australie actuelle se détachait du nord de l'Antarctique. 
Les couches fossiles de roche de roulement[Quoi ?] se composent de vase, boue, sable et schistes datés d'il y a environ 105 millions d'années, déposés par des jets et des fleuves en couvrant les restes des plantes et animaux morts et préservant par la suite certains d'entre eux. Ces dépôts se sont retrouvés enfouis jusqu'à trois kilomètres de la profondeur d'aujourd'hui, pendant que la vallée s'effondrait en crevasse en les intégrant à la roche.
Pendant les 30 derniers millions d'années, certains sédiments se sont élevés jusqu'à former les chaînes d'Otway et de Strzeleki, les projetant toujours plus haut au-dessus du niveau de la mer.
Trois lits fossiles ont été travaillés à Dinosaur Cove, pratiquement tous inaccessibles sans ascension depuis le bas de dangereuses falaises, ni sans débarquer en bateau ou hélicoptère via des parties de roche plus plates, découvertes à marées basses.
En raison de la dureté de la roche, dynamite ou autre(s) explosif(s) et équipement miniers ont été nécessaires pour creuser les couches de roche à fossiles. Lorsque ces couches ont formé une falaise, des vestiges ont dû par exemple être excavés par le perçage d'un tunnel à flanc de falaise.
L'on a pu ainsi y repérer l'emplacement et mettre au jour des espèces disparues comme deux dinosaures de la famille des hypsilophodontidés :
- Leaellynasaura ;
- Atlascopcosaurus, baptisé du nom de la compagnie d'exploitation Atlas Copco ayant fourni l'équipement, par l'ancien employé de la compagnie William Loads.

Aucun emplacement n'est travaillé actuellement.

## Note
1. ↑  éboulis ? effondrement ?